# Ikuinen virta
Ikuinen virta – pierwszy album fińskiego zespołu Indica z gatunku pop-rock, wydany w 2004. Album również znalazł się na fińskiej liście Top 40 przebojów w 4 stycznia 2005 roku. W 2005 roku pokrył się złotem, a w 2006 platyną.

## Lista utworów
1. Saalistaja - 3:29
2. Scarlett - 3:29
3. Ikuinen Virta - 4:15
4. Valehtelen - 4:07
5. Surusilmä - 4:43
6. Lasienkeli - 2:58
7. Onnen Kartano - 4:04
8. Ihmisen Lento - 3:31
9. Lauluja Paratiisista - 3:10
10. Aaltojen Takaa - 4:19
11. Vettä Vasten - 6:08
12. Unten Maa - 4:02 (bonus)
13. Odotan - 4:21 (bonus)

źródło:

## Single
- Scarlett
- Ikuinen Virta
- Ihmisen Lento (promo)
- Vettä Vasten (promo)

## Klipy wideo
- Scarlett
- Ikuinen Virta